# Fornillos de Apiés
Fornillos , (en aragonés Forniellos) es una localidad y barrio rural de la ciudad española de Huesca, situado en la comarca aragonesa de la Hoya de Huesca. El pueblo está situado a una distancia aproximada de 8,4 km al noreste de Huesca capital.

## Geografía
Se sitúa sobre una meseta que se eleva entre los 640 y los 655 m de altitud. Su población en 2021 es de 28 habitantes.

## Lugares de interés

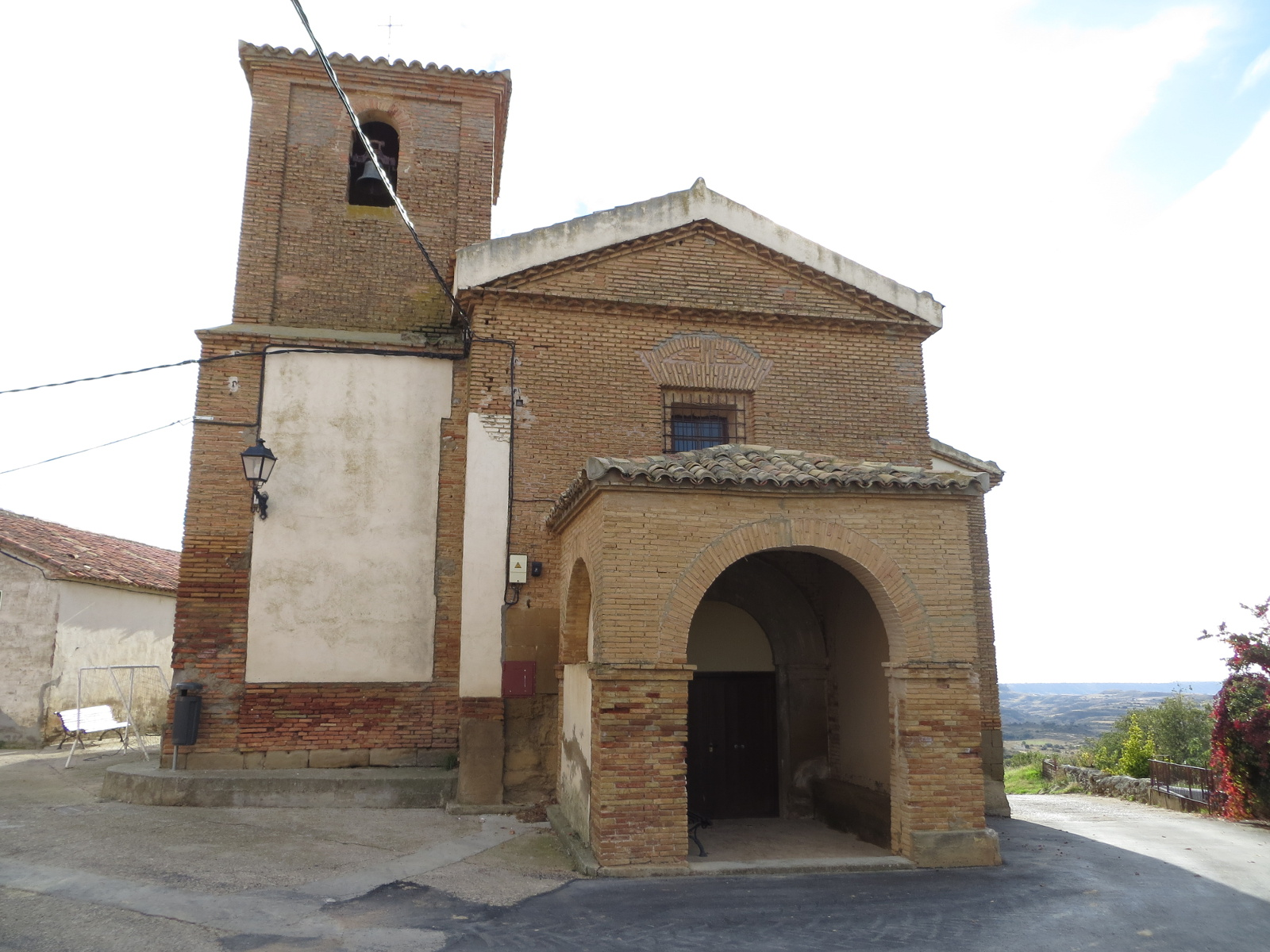
Iglesia Parroquial de Fornillos

Su iglesia parroquial dedicada a Santa Águeda es del siglo XVIII. Sus fiestas patronales son el 5 de febrero y 15 de agosto
En su término se encontraron restos de un poblado romano como también antiguas canteras explotadas durante el medievo.